# Per Wiberg
Per Wiberg (Stoccolma, 8 giugno 1968) è un tastierista svedese, ha suonato le tastiere e il mellotron nel gruppo metal Opeth.

## Biografia
Precedentemente era membro del gruppo stoner rock di Michael Amott Spiritual Beggars, Wiberg ha suonato con gli Opeth fin dal tour di Deliverance e Damnation del 2003 ed è entrato ufficialmente a far parte del gruppo nel 2005.
Ha anche suonato le tastiere nell'introduzione di Enemy Within (Wages of Sin, 2001) degli Arch Enemy. Ha suonato il pianoforte nel gruppo rock progressivo Anekdoten nell'album del 1993 Vemod.
Nel 2007, Per Wiberg ha collaborato col batterista dei Clutch Jean-Paul Gaster e dei chitarrista Thomas Andersson dei Kamchatka.
Il 6 aprile 2011 ha deciso in comune accordo con gli altri membri degli Opeth di lasciare il gruppo.

## Discografia

### Con gli Anekdoten
- 1993 – Vemod

### Con gli Spiritual Beggars

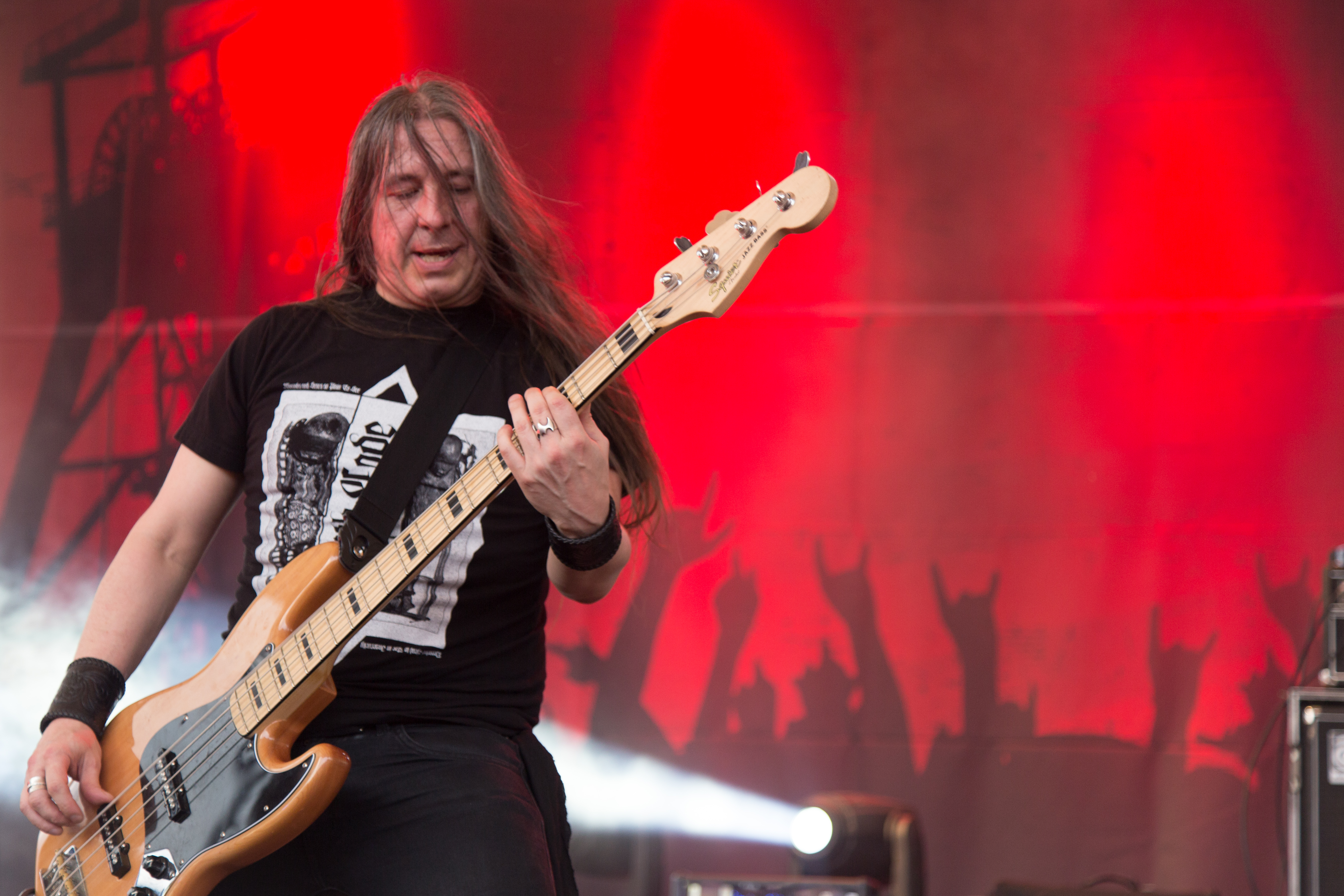
Per Wiberg come bassista turnista per i Candlemass al Rock Hard Festival 2017

- 1998 – Mantra III
- 2000 – Ad Astra
- 2002 – On Fire
- 2005 – Demon

### Con gli Arch Enemy
- 2001 – Wages of Sin

### Con gli Opeth
- 2003 – Lamentations
- 2005 – Ghost Reveries
- 2006 – Collector's Edition Slipcase
- 2007 – The Roundhouse Tapes
- 2008 – Watershed
- 2010 – In Live Concert at the Royal Albert Hall
- 2011 – Heritage